# Manuel Maria Ferreira da Silva
Manuel Maria Ferreira da Silva, S.M.P. (Pardilhó, 2 de agosto de 1888 – Lisboa, 22 de novembro de 1974) foi um prelado português da Igreja Católica, Superior geral emérito da Sociedade Missionária da Boa Nova.

## Biografia
Manuel Maria nasceu em Pardilhó, na cidade de Estarreja, em 2 de agosto de 1888. Foi ordenado padre em 11 de março de 1911. Foi cónego e abade da Sé do Porto.
Em 8 de fevereiro de 1931, foi nomeado pelo Papa Pio XI como bispo-auxiliar da Arquidiocese de Goa e Damão, sendo consagrado como bispo-titular de Gurza em 29 de junho do mesmo ano, por Dom António Augusto de Castro Meireles, bispo do Porto, coadjuvado por Dom João Evangelista de Lima Vidal, bispo de Vila Real e superior da Sociedade Portuguesa das Missões Católicas Ultramarinas e por Dom António Antunes, bispo-coadjutor de Coimbra.
Em 1940, foi nomeado superior geral da Sociedade Portuguesa das Missões Católicas Ultramarinas, cargo que desempenhou até 1949. Após sua resignação, foi elevado à dignidade de arcebispo-titular de Cízico. Participou das quatro primeiras sessões do Concílio Vaticano II.
Trabalhou como Presidente Nacional das Obras Missionárias Pontifícias, em Lisboa, onde viria a falecer, em 22 de novembro de 1974.